# Райко Жинзифов
Жинзифов Райко (болг. Райко Жинзифов, справжнє ім'я — Ксенофонт, 15 лютого 1839, Велес, Північна Македонія — 16 лютого 1877, Москва) — болгарський письменник, публіцист і перекладач.

## Біографія
З 1858 жив у Одесі, Москві. 1864 року закінчив Московський університет. Почав друкуватися 1859. В 1863 у Москві видано «Новоболгарську збірку», до якої ввійшли оригінальні твори Жинзифова, його переклади болгарською мовою «Слова о полку Ігоревім», «Краледворського рукопису», а також творів Т. Шевченка «Катерина», «Утоплена» та інші. Згодом переклав поему Т. Шевченка «Наймичка», баладу «Причинна» та інші. Написав поему «Закривавлена сорочка» (1870), спрямовану проти турецького завоювання на Балканах.